# Louis Verstraete
Louis Verstraete (4 maggio 1999) è un calciatore belga, centrocampista dell'Auckland FC.

## Carriera

### Club
Cresciuto nelle giovanili del Gent, ha esordito il 22 dicembre 2016 in un match perso 3-2 contro l'Anderlecht.

### Nazionale
Ha giocato nelle nazionali giovanili belghe Under-17, Under-18, Under-19 ed Under-21.

## Statistiche

### Presenze e reti nei club
Statistiche aggiornate al 30 gennaio 2017.
| Stagione        | Squadra          | Campionato      | Campionato | Campionato | Coppe nazionali | Coppe nazionali | Coppe nazionali | Coppe continentali | Coppe continentali | Coppe continentali | Altre coppe | Altre coppe | Altre coppe | Totale | Totale | Totale |
| Stagione        | Squadra          | Comp            | Pres       | Reti       | Comp            | Pres            | Reti            | Comp               | Pres               | Reti               | Comp        | Pres        | Reti        | Pres   | Reti   |        |
| --------------- | ---------------- | --------------- | ---------- | ---------- | --------------- | --------------- | --------------- | ------------------ | ------------------ | ------------------ | ----------- | ----------- | ----------- | ------ | ------ | ------ |
| 2016-2017       | Gent             | D1              | 7          | 0          | CB              | 0               | 0               | UEL                | 3                  | 1                  |             | -           | -           | 10     | 1      |        |
| 2017-2018       | Gent             | D1              | 3          | 1          | CB              | 0               | 0               | UEL                | 0                  | 0                  |             | -           | -           | 3      | 1      |        |
| Totale Gent     | Totale Gent      | Totale Gent     | 10         | 1          |                 | 0               | 0               |                    | 3                  | 1                  |             | -           | -           | 13     | 2      |        |
| 2017-2018       | Waasland-Beveren | D1              | 1          | 0          | CB              | 0               | 0               |                    | -                  | -                  |             | -           | -           | 1      | 0      |        |
| Totale carriera | Totale carriera  | Totale carriera | 11         | 1          |                 | 0               | 0               |                    | 3                  | 1                  |             | -           | -           | 14     | 2      |        |

## Palmarès

### Club
- Premier's Plate: 1

Auckland FC: 2024-2025